# Gyophora trifasciata
Gyophora trifasciata är en fjärilsart som beskrevs av George Francis Hampson. Gyophora trifasciata ingår i släktet Gyophora och familjen nattflyn. Inga underarter finns listade i Catalogue of Life.